# Лао
Ла́о (лаос. ລາວ) — этническая группа в Юго-Восточной Азии, большинство представителей которой проживают в Таиланде (около 16 миллионов, 25 % населения страны) и Лаосе (около 3 миллионов, 50 % населения страны). В Мьянме насчитывается 25 тыс. лао, во Вьетнаме — 11,6 тыс. (оценка 1999 г.), в Камбодже — 10 тыс. Общая численность — 19,048 млн чел.
Таиландские лао в основном проживают в северо-восточном регионе Исан, хотя многие из них сейчас — трудовые мигранты в другой части страны.
Лао говорят на различных диалектах лаосского языка, близкого к тайскому языку и языку исан. Иногда лаосский язык также называют тайско-лаосским. Лаосский язык имеет диалекты: вьентьянский, луангпхабангский, южный, северный. Письменность — южноиндийского происхождения (с XIV в.); существует в двух разновидностях — туа-тхам, или священное письмо (для религиозных текстов), и туа лао — бытовое.
Религия — буддизм тхеравады.

## Происхождение и ранняя история
Тайские народы, к которым относятся лао, переселились в долину Меконга с нагорьев на территории нынешней южнокитайской провинции Юньнань. Первые раннефеодальные государства на территории Лаоса — Мыанг Син, Мыанг Сай, Мыанг Хун, Мыанг На, Мыанг Суа (нынешний Луангпхабанг, Мыанг Камсут, Бассак и др.). В середине XIV века образовалось единое государство Лан Санг. В социальной организации страна делилась на округа, возглавляемые тассенгами (или цюонами), округа состояли из уездов, во главе которых стояли фиа. Более низкие должности — кхун си и кхун пет — главы общин соответственно из 4 и 8 посёлков.

## Быт и хозяйственная деятельность
Традиционным занятием лао, как и других народов Юго-Восточной Азии, является земледелие. Основная культура — рис. Выращивают также чай, перец, кофе и другие культуры. Земледелие — поливное, но в некоторых районах есть и подсечно-огневое. Земель достаточно, но среди них мало обводнённых. В животноводстве есть два направления — разведение тяглового скота (буйволов, быков), разведение мелкого скота и птицы (свиней, собак, коз, кур, уток). Животноводство играет вспомогательную роль. Другим вспомогательным промыслом является собирание кореньев и трав.
По территории Лаоса протекает крупнейшая река Азии — Меконг. Она и другие реки также богаты рыбой, поэтому рыболовство одно из традиционных занятий. Рыбу ловят бреднем, ставными и подвижными заборами, вершей, на мелководье бьют острогой. Рыба, как и рис, — один из основных видов пищи. Существует праздник лова рыбы (10-й месяц лунного календаря).
Лаос — горная страна, богатая лесами. Лесозаготовки составляют важную часть экономики. Хотя в настоящее время в стране развивается промышленность, строительство и транспорт, Лаос принципиально остается аграрной страной. В отличие от соседних стран, где собирают по два — три урожая в год, в Лаосе собирают только один.
Поселения состоят из беспорядочно разбросанных домов. Деревни обычно небольшие, 8—10 домов. Чтобы избавиться от сырости и наводнений, дома ставят на высокие сваи. В доме 2—3 входа, 2 очага, крыша двускатная. Один очаг — для основных членов семьи, другой — общий, «гостевой». Очаг делается из бамбуковой рамы, заполненной землёй и глиной. Используется тренога и крюк для котла. Внутри используются нары, деревянные скамеечки, табуретки из бамбука, циновки. Циновка — основной предмет мебели. Постельные принадлежности — подушки-валики, циновки, одеяла. Кроме свайных сельских есть и другие типы домов. Дома мелкой аристократии строились из тика, поэтому чаще имеют коричневый цвет. Высшая аристократия жила в белокаменных дворцах, которые включали систему водных сооружений (озёра, каналы), и были окружены садами, лужайками, деревьями.
В каждом поселке есть храмовый комплекс ват, внутри которой находится статуя Будды.
Города также небольшие. Основное население — торговцы, ремесленники, чиновники и буддийские монахи.
Из одежды мужчины лао носят простые холщовые рубахи и штаны, куртки. Иногда это не штаны, а саронг (юбка), замотанный наподобие штанов. Иногда используется кусок ткани, обернутый вокруг пояса (сампот). У женщин одежда более украшена: платья ярких цветов, богато орнаментированные, с вышивкой, или короткие кофты со стоячим воротником и несшитые юбки (син) с рукотворным узором на полах из разноцветных ниток. Подпоясываются шарфами. Головные уборы — повязки, соломенные шляпы.
Пища такая же, как в соседних странах. Основу кухни составляет рис. Широко употребляется рыба, свежая и сушёная, овощи. Северные лао едят мясо.
Из ремесел развиты фресковая живопись, ювелирное дело, резьба по дереву, строительство храмовой архитектуры и другие. Ремесла подразделяются на мужские и женские. Мужчины традиционно производили орудия труда, утварь, бамбуковую посуду, строительные материалы, занимались плетением из ротанга, ювелирным искусством, кузнечным делом, резьбой по камню и кости, производством транспортных средств. Из последних главные — двухколесная арба, лодки — долблёнки. Женскими ремеслами были прядение хлопка, ткачество, вышивка, плетение из рисовой соломы, изготовление обуви и гончарство. Практически все ремесла были направлены на нужды семьи. Лаосцы могли полностью обеспечить себя всем необходимым, не покупая чужой товар, что было замечено уже давно европейскими путешественниками.

## Общественная и семейная жизнь
Основной общественной единицей в Лаосе является деревня, населённая несколькими семьями. Это родственно-соседская община, возглавляемая старостой и советом старейшин. В семье главенствует мужчина, брак патрилокальный. Местами встречается матрилокальный брак. Раньше существовали трёхродовые союзы, — браки заключались между тремя родами. Например, мужчины из рода А брали жён из рода Б, мужчины из рода Б — жён из рода В, а мужчины из рода В — жён из рода А. Образовывался союз родственников. Теперь эта система не обязательна. Семья малая моногамная, хотя на севере иногда встречаются черты большесемейной организации. Малая семья состоит из мужа, жены и детей, иногда из родителей мужа и жены. В большую семью входит более широкий круг родственников. Разводы редки.
Свадьба — торжественная церемония. Ещё недавно руки молодым соединял колдун, он же строил им гороскопы. Теперь это делает настоятель местного храма или монах, сведущий в астрологии.
Наследство после умершего получают его дети, жена (или муж).
Большинство представителей современной лаосской элиты является либо прямыми потомками старых королевских семей Тямпасака, Вьентьяна, Луангпхабанга, или же придворных, которые им служили.

## Культура
Лаос — страна древней самобытной культуры. Исторические памятники Вьентьяна и Луангпхабанга известны далеко за пределами страны. Вьентьян основан в XIII в., в течение полутора веков был столицей государства Лан Санг. В XIV в. при короле Сеттхатирате в нём были построены храмовые комплексы Тхат Луанг («Королевская ступа»), Ват Пха Кео («Пагода изумрудного Будды»). Здесь находилась статуя Будды из нефрита, перевезённая в XVIII веке в Бангкок. В Луангпхабанге есть образцы деревянного зодчества, комплексы Ват Май (XVIII в.), Ват Сиенгтхонг и Тхат Макмо («Пагода-арбуз») (XVI в.). Их стены украшены тончайшими золочёными орнаментами. Пагоды в виде ступ, которые встречаются и в соседних Мьянме и Таиланде, в Лаосе называют «тхат». Памятники бережно охраняются государством.
Помимо буддизма у лао существуют народные верования. Это вера в духов природы. Примеры: пхи — духи вообще, как добрые, так и злые, пхи сыа — дух тигра, пхи хаи — дух рисового поля и т. д.
Главный праздник — Новый год (пи май, 13—15 апреля). Он сопровождается карнавалами, танцами, гуляньем, есть обряд вызывания дождя: обливание друг друга водой.
Буддийские праздники: День рождения Будды (сентябрь), Кхао Пханса (начало буддийского поста, октябрь), День священных книг буддизма, Переход Будды к состоянию нирваны.
Народный праздник — День поминовения умерших и бездомных душ. Государственные праздники: День Конституции (11 мая), День независимости и единения народов страны (19 июля).
В Лаосе существует свой национальный театр, сходный с театрами других стран Юго-Восточной Азии. Он развивался под влиянием таиландского театра, и тесно с ним связан. При королевском дворе ставились драмы на сюжеты индийского эпоса, из «Рамаяны» и «Джатак». Были адаптированы придворные танцы Таиланда, лакхон фай най и нанг ньай. Самый древний и распространённый жанр деревенской драмы — мо лам. Актёрские театры выражают содержание в песне и танце. Музыкальные инструменты главным образом бамбуковые. Есть также теневой театр (нанг далоонг), использующий сюжеты лаосских и тайских сказок.
Светская литература Лаоса мало известна, сохранившиеся её памятники немногочисленны, но богат и самобытен фольклор.
В период после Второй мировой войны и восстановления независимости Лаоса театры представляют истории джатаки, лаосские мифы, современные сюжеты. Выразительными средствами также остаются песня и танец. Музыка лао построена на пентатонической гамме. Основные музыкальные инструменты — барабаны, гонги, ксилофоны и флейты. Своеобразен кхэн, инструмент, подобный органу, набор бамбуковых флейт с бамбуковым резонатором.
Музыкальная культура Лаоса остаётся одной из наименее известных и наименее изученных, несмотря на французскую оккупацию и несколько музыкальных и культурных экспедиций в Индокитай